# بوآ ویستا، رورایما
بوآ ویستا (به پرتغالی: Boa Vista) یک منطقهٔ مسکونی در برزیل است که در رورایما واقع شده‌است. این شهر مرکز ایالت رورایما است.

## خصوصیات
بوا ویستا ۵٬۶۸۷٫۰۲۲ کیلومترمربع مساحت و ۲۶۶٬۹۰۱ نفر جمعیت دارد و ۷۶ متر بالاتر از سطح دریا واقع شده‌است.

## نگارخانه

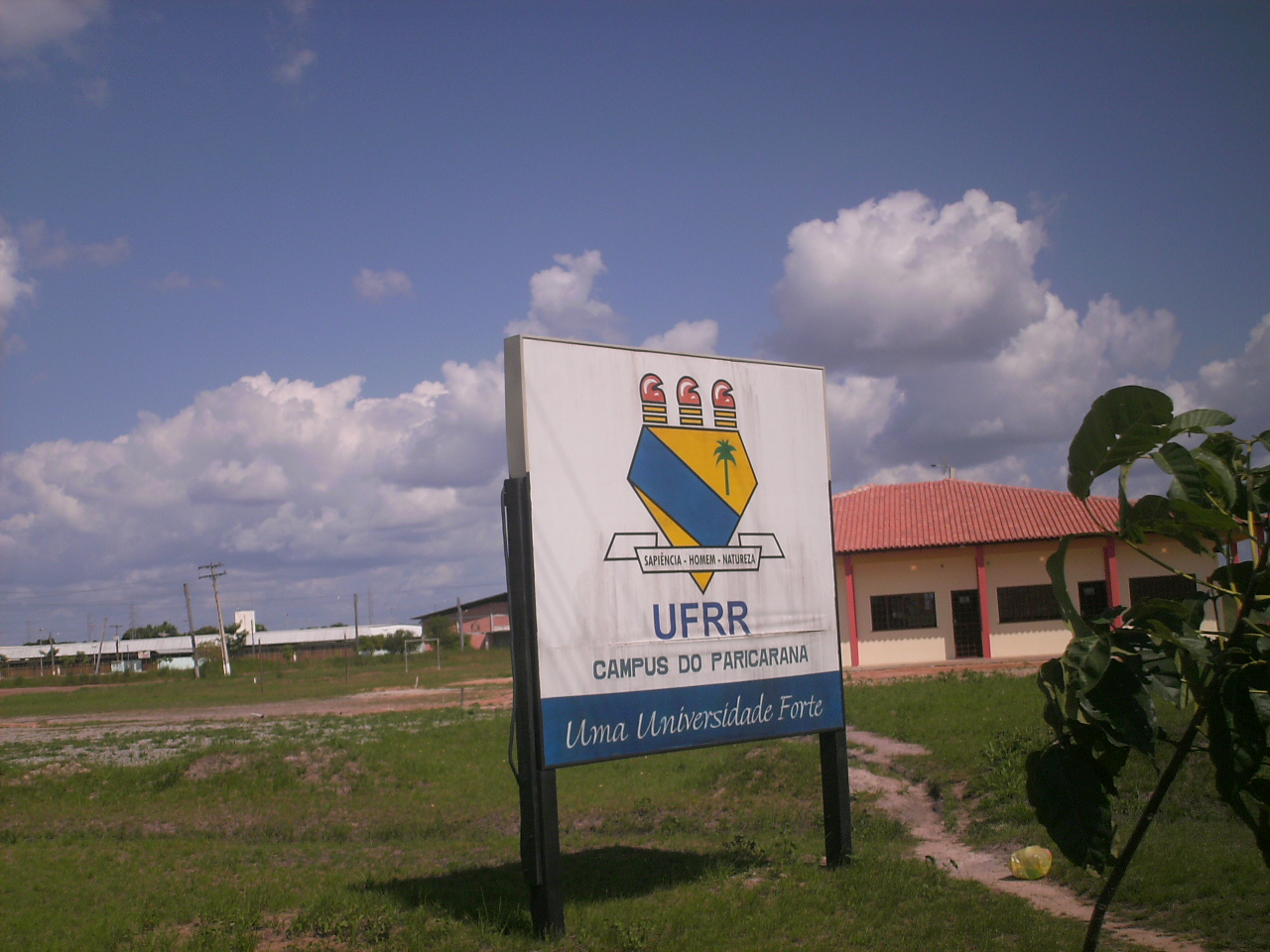
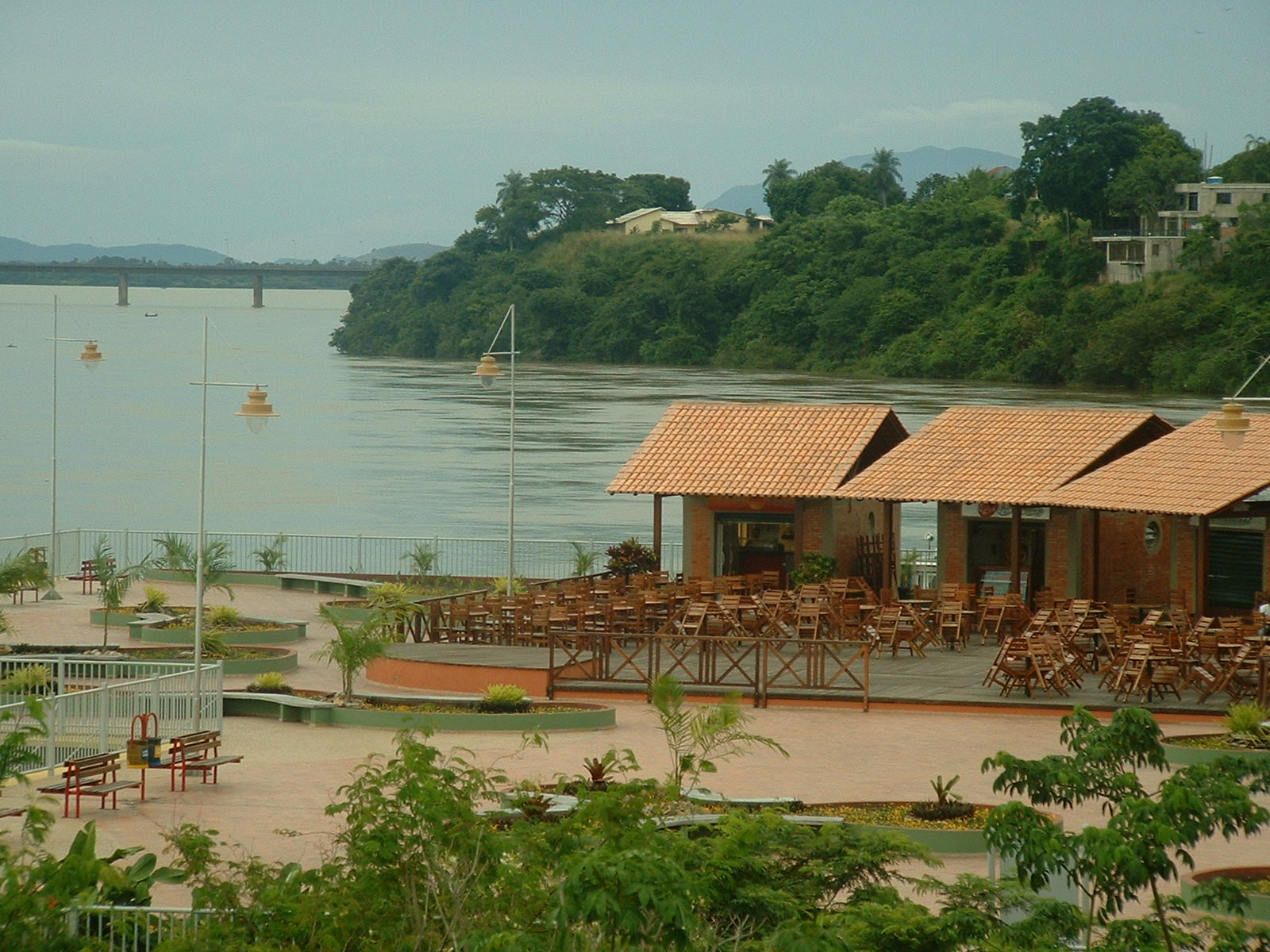
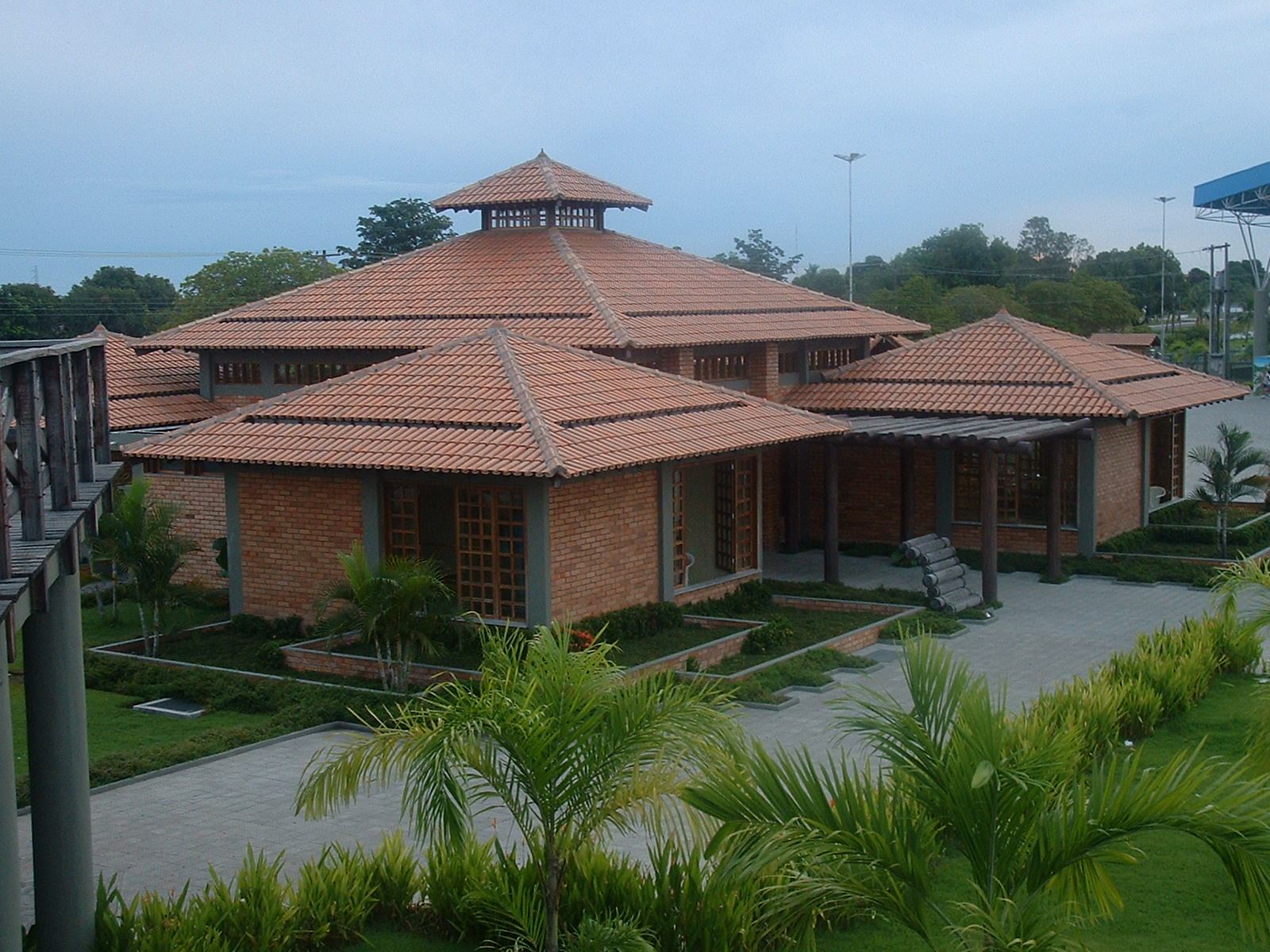
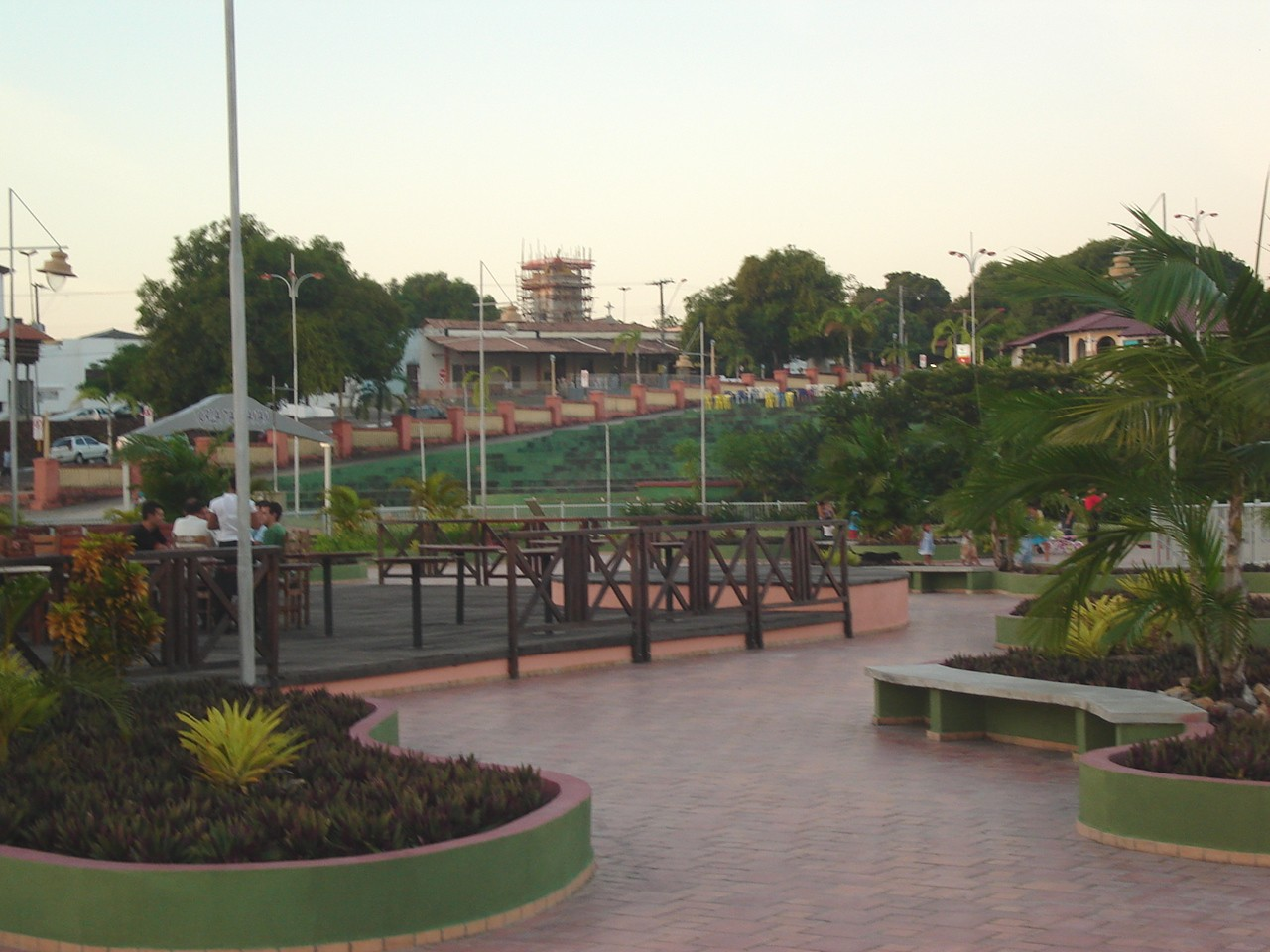
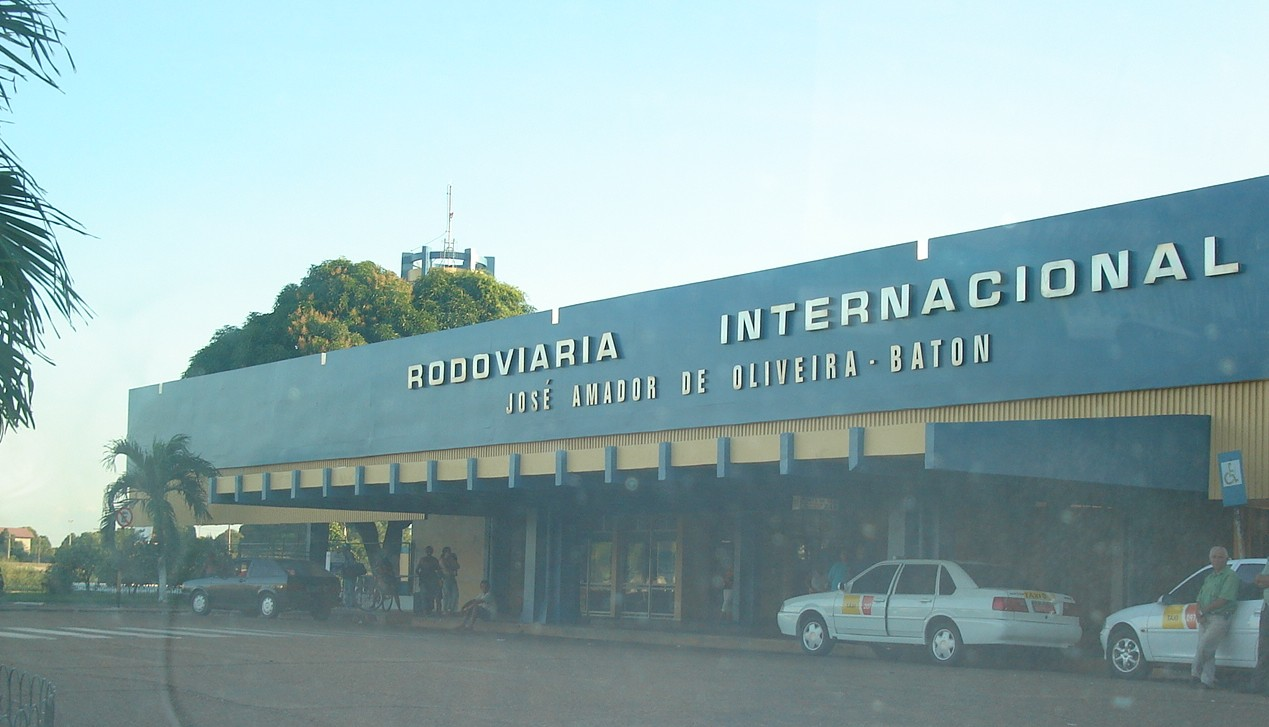
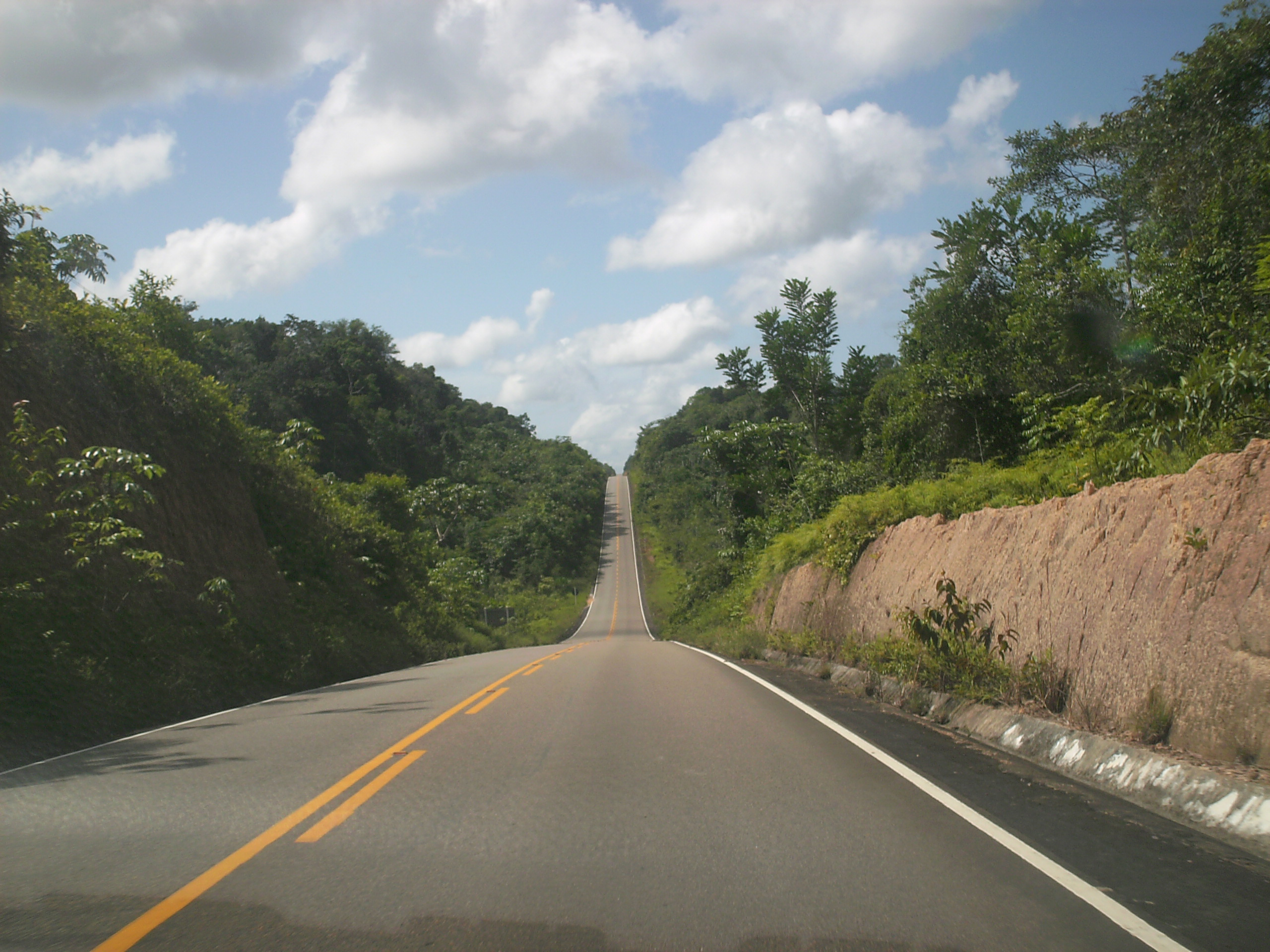